# TAAG安哥拉航空航點
TAAG安哥拉航空營運以下航點：

## 非洲
- 安哥拉
  - 罗安达 - 二月四日国际机场（樞紐）
  - 卡賓達 - 卡賓達機場
  - 卡桐貝拉 - 卡桐貝拉機場
  - 敦度 - 敦度機場
  - 万博 - 阿爾巴诺·马查多機場
  - 盧班戈 - 盧班戈機場
  - 盧埃納 - 盧埃納機場
  - 馬蘭哲 - 馬蘭哲機場
  - 姆班札剛果 - 姆班扎剛果機場
  - 美濃戈 - 美濃戈機場
  - 納米貝 - 納米貝機場
  - 内加基 - 内加基機場
  - 翁吉瓦 - 翁吉瓦·佩雷拉機場
  - 苏里莫 - 苏里莫機場
  - 索約 - 索約機場
- 南非
  - 約翰尼斯堡 - 奥利弗·坦博国际机场
  - 開普敦 - 开普敦国际机场
- 纳米比亚
  - 温得和克 - 霍齐亚·库塔科国际机场
- 刚果民主共和国
  - 金夏沙 - 恩吉利國際機場
- 喀麦隆
  - 杜阿拉 - 杜阿拉国际机场
- 中非
  - 班基 - 姆波科國際機場
- 刚果共和国
  - 布拉柴维尔 - 馬亞馬亞國際機場
- 辛巴威
  - 哈拉雷 - 哈拉雷国际机场
- 莫桑比克
  - 马普托 - 马普托国际机场
- 赞比亚
  - 路沙卡 - 卢萨卡国际机场
- 佛得角
  - 培亞 - 培亞國際機場
- 圣多美和普林西比
  - 圣多美 - 聖多美國際機場

## 歐洲
- 葡萄牙
  - 里斯本 - 里斯本机场

## 亞洲
- 阿拉伯联合酋长国
  - 杜拜 - 迪拜国际机场

## 南美洲
- 巴西
  - 里约热内卢 - 加利奧國際機場
  - 聖保羅 - 瓜鲁柳斯國機場